# Danilo Acosta
Danilo Israel „Danny” Acosta Martínez (ur. 17 listopada 1997 w San Pedro Sula) – honduraski piłkarz z obywatelstwem amerykańskim występujący na pozycji lewego obrońcy, reprezentant Hondurasu.
W wieku dwunastu lat wyemigrował z Hondurasu do Stanów Zjednoczonych.